# 和平自由中立區
和平自由中立區（Zone of Peace, Freedom and Neutrality）是東盟國家（印度尼西亞、馬來西亞、菲律賓、新加坡和泰國）外長於1971年在馬來西亞吉隆坡簽署的聲明，又稱吉隆坡宣言。也是一個戰略構想。
在聲明中，各方的目標是維護東南亞「不受外部力量受任何形式的干擾」和「擴大合作範圍」。

## 外部連結
- 聲明原文（页面存档备份，存于）
- Rethinking the ZOPFAN in the Post Cold War Era by Hasjim Djalal